# Map of the Sounds of Tokyo
Map of the Sounds of Tokyo è un film del 2009 scritto e diretto da Isabel Coixet, interpretato da Rinko Kikuchi e Sergi López.
È stato presentato in concorso al Festival di Cannes 2009.